# Minnesmästarna
Minnesmästarna var ett svenskt frågeprogram i TV, som hade premiär 1984 och sedan sändes i sju omgångar. De första sex säsongerna leddes det av Åke Strömmer och var en svensk version av det brittiska Mastermind. Den senaste omgången sändes 1990 och programledare var då Bo Ingerstam. Programmet bestod av två ronder, en första där de tävlande svarade på frågor om ett eget specialområde och en andra med frågor av allmänbildningskaraktär.